# Mario Alessi (1854-1928)
Mario Alessi (Palma di Montechiaro, 2 marzo 1854 – Agrigento, 7 dicembre 1928) è stato un avvocato e politico italiano.

## Biografia

### Studi e attività forense
Compì gli studi classici a Girgenti e successivamente nella Regia Università di Napoli, dove conseguì all'età di 23 anni la laurea in giurisprudenza.
Iniziò a dedicarsi all'avvocatura a Girgenti e nell'attività forense si distinse per l'ingegno non comune e per l'eccezionale cultura, tanto che per unanime designazione venne chiamato a far parte del Consiglio dell'Ordine degli Avvocati.
Il 27 settembre 1879 sposò Elena Picone, figlia dell'insigne storico, archeologo e giureconsulto Giuseppe Picone.
Negli anni 1883-1884 fu vicepretore del Mandamento di Palma di Montechiaro.

### Attività giornalistica
Fondò e diresse un giornale L'Indipendente dedicato agli interessi cittadini e volto ad affermare le esigenze di un'illuminata amministrazione. Partecipò anche alla redazione del giornale satirico Mancu ti viu (“anarchico con i conservatori e conservatore con gli anarchici”).

### Attività politica
Il 28 luglio 1886 fu eletto Consigliere comunale. Nella campagna elettorale lottò fortemente contro la camarilla (corporazione di notabili che gestiva il potere in modo settario senza lasciare spazio ad alcun movimento di opposizione). Le elezioni del 1888 videro la sconfitta della Camarilla e la rielezione di Mario Alessi a consigliere comunale e poi ad assessore ai Lavori Pubblici.
Dal 5 dicembre 1889 al 20 luglio 1891 fu sindaco di Girgenti. In questo periodo vennero costruiti il Palazzo di Giustizia e l'Archivio notarile e fu rifatto il prospetto del Palazzo Municipale.
Il 18 gennaio 1890 ricevette il principe ereditario Vittorio Emanuele in visita alle antichità della città.
Dal 3 dicembre 1891 fu membro della Giunta provinciale amministrativa.
Fu sindaco per la seconda volta il 4 luglio 1898 e per la terza volta il 13 luglio 1911 fino al 4 dicembre dello stesso anno.
La prima guerra mondiale gli riservò un profondo dolore, quella del grave ferimento del figlio Giuseppe, e ciò lo indusse a ritirarsi dalla vita pubblica.

### Società
- Sindaco Titolare della Banca Cooperativa Agricola ed Operaia Agrigentina;
- Direttore del Circolo Operaio di Mutuo Soccorso Feace, Agrigento;
- Socio corrispondente del Circolo Giuridico di Palermo;
- Socio benemerito della Regia Accademia Stesicorea di Catania;
- Socio onorario del Circolo Cestoni d'Istruzione e d'Educazione Pubblica;
- Membro del Consiglio direttivo del Circolo Elettorale in Girgenti;
- Socio onorario della Società Operaia di Palma Montechiaro.